# SIMPO-Bouty
La société Bouty, plus tard appelée SIMPO-Bouty, (Société des Instruments de Mesure pour l’Optique) était un fabricant français d’optique instrumentale.

## Histoire
La société a été fondée à Paris au début du XXe siècle par Édouard Bouty, fils du physicien Edmond Bouty.
Elle fabriquait des systèmes optiques tels que viseurs, collimateurs et micromètres et divers instruments, principalement basés sur la mesure d’angles, pour la navigation (sextants), l’astronomie (lunettes astronomiques, astrolabes) et l’étude de matériaux et composants optiques (goniomètres optiques, microscopes polarisants).
Disparue au tournant du siècle, elle était alors domiciliée à Thorigny-sur-Marne (Seine-et-Marne), 93B rue du Maréchal Gallieni, sous le nom de Société des instruments de mesure pour l’optique
Immatriculée 337-561-864 le 22 mai 1986, elle a été radiée le 15 décembre 2014
Plusieurs années après (en 2012), des goniomètres SIMPO-Bouty figurent toujours au catalogue d'un fournisseur de matériel pédagogique.

## Instruments et appareils inscrits au patrimoine culturel français
De nombreux instruments et appareils fabriqués par la société Bouty sont inscrits à l'inventaire général du patrimoine culturel français. On peut citer :
- Micromètre Bouty à 18 fils de lunette astronomique, observatoire de Strasbourg (1922)[5].
- Photomètre photoélectrique de l’observatoire de Marseille (1925)[6].
- Machine à mesurer les clichés photographiques de l’observatoire de Nice (1934)[7].
- Astrolabe impersonnel de Baillaud de l’observatoire de Besançon (1933)[8].
- Goniomètre Bouty de l’ancienne École nationale d’optique de Morez (2e moitié du XXe siècle)[9].